# Каракемер (Турара Рискулова район)
Каракеме́р (каз. Қаракемер) — село у складі району Турара Рискулова Жамбильської області Казахстану. Входить до складу Кумарицького сільського округу.
У радянські часи село називалось Кара-Кемір.
Населення — 679 осіб (2021; 838 у 2009, 243 у 1999, 966 у 1989).